# Targionia
Targionia es un país de la familiaTargioniaceae. Comprende 14 especies descritas y de estas, solo 5 aceptadas.

## Taxonomía
El género fue descrito por Carlos Linneo   y publicado en Species Plantarum 1136. 1753.  La especie tipo es: Targionia hypophylla L.	

## Especies aceptadas
- Targionia formosica Horik.
- Targionia hypophylla L.
- Targionia indica Udar & A. Gupta
- Targionia lorbeeriana K. Müller
- Targionia stellaris (K. Müller) Hässel de Menéndez